# 薩伏依的瑪麗亞·法蘭西絲卡
薩伏依的瑪麗亞·法蘭西絲卡（義大利語：Maria Francesca di Savoia，1914年12月26日—2001年12月7日），義大利國王維托里奧·埃馬努埃萊三世的女兒。

## 家庭
1939年，瑪麗亞·法蘭西絲卡與末代帕爾馬公爵羅貝托一世的兒子路易吉結婚，兩人共有3子1女：
1. 圭多（1940年—1991年）
2. 雷米（1942年—）
3. 香朵（1946年—）
4. 若望（1961年—）